# 1200-е годы
1200-е (ты́сяча двухсо́тые) го́ды по юлианскому календарю — промежуток времени с 1 января 1200 года по 31 декабря 1209 года, включающий 1200 год 10-го десятилетия XII века  и с 1201 по 1209 годы    1-го десятилетия XIII века 2-го тысячелетия.  Они закончились 816 лет назад.

## Важнейшие события
- Сорбонна получает королевские привилегии от Филиппа II (1200).
- Четвёртый крестовый поход[1] (1202—1204). Осада и падение Константинополя (1204). Битва под Адрианополем (1205). Раздел Византии: Латинская, Трапезундская и Никейская империи.
- Болгарско-латинские войны (1204—1261).
- Великий монгольский курултай (1206): создание Йекэ Монгол Улус (Великого Монгольского государства); провозглашение Тэмуджина Чингисханом.
- Делийский султанат (1206—1555).
- Орден францисканцев основан (1208).
- Альбигойский крестовый поход (1209—1229).

## Правители
- Иннокентий III — папа римский (1198—1216).
- Иоанн Безземельный — король (1199—1216) .

## Культура
- Песнь о Нибелунгах (1203).
- Кембриджский университет (основание — 1209).